# Rhaphidophora philippinensis
Rhaphidophora philippinensis — вид квіткових рослин із родини Araceae, роду Rhaphidophora. Це ліана, рідним ареалом якої є Філіппіни.